# Ocra

Frammento di pigmento conservato al Museo Egizio di Torino

Ocra è un colore dalle tonalità che variano tra il giallo “ocra” ed il marrone chiaro. 
La parola ocra deriva dal greco ὠχρός ōchrós che significa "giallo".
Il termine indica anche i pigmenti estratti da terre rosse e formati da varietà terrose di limonite (ocra gialla) e/o ematite (ocra rossa).